# Djesseré
Ein Djesseré (auch: Djassaré, Jasare, Jasaré, Jeseré) ist ein berufsmäßiger Erzähler in der Songhai-Zarma-Gesellschaft in Niger.

## Tätigkeit
Ein Djesseré trägt lange Epen zur Geschichte der Bevölkerung, ihrer Abstammungslinien und Helden vor. Die kulturelle Tradition seiner Kunst zu erhalten ist ihm dabei mindestens ebenso wichtig wie Wissen zu vermitteln. Auch wenn seine Themen einen historischen Hintergrund haben, bemüht er sich darum, diese in den Kontext seiner Gegenwart zu setzen, indem er beispielsweise geografische Distanzen anhand der Entfernungen moderner Örtlichkeiten erläutert.
Der Vortrag wird in der Regel von Musik auf dem Lauteninstrument Molo begleitet. Der Erzähler hat eine reduzierte Mimik und er singt nicht, worin er sich fundamental von der westafrikanischen Erzähltradition unterscheidet, die von den Griots verkörpert wird. Ein Griot, in Niger meist Gawlo genannt, hat einen niedrigen sozialen Status und wird oft mit aufdringlichem Verhalten und nicht immer hoher Kunstfertigkeit assoziiert. Ein Djesseré versteht sich hingegen als Angehöriger einer exklusiven und hochstehenden gesellschaftlichen Gruppe.

## Historische Entwicklung
Die Tradition der Djesseré lässt sich bis in das 1591 untergegangene Songhaireich zurückverfolgen. Die alten Meister werden als Djesserédounka bezeichnet. Die Erzähler waren stark in das politische Gefüge eingebunden, da sie nicht nur Bewahrer der Tradition, sondern auch Berater von Herrschern waren.
Es gab schon früh eine Unterscheidung in Djesseré, die einen Songhai-Zarma-Hintergrund haben, und solche mit einem Fulbe-Hintergrund, auch wenn letztere bei ihrer Tätigkeit in Niger nicht mehr ihre eigene Sprache Fulfulde verwenden, sondern zur Songhai-Zarma-Sprache übergegangen sind. Die Erzähler mit Songhai-Zarma-Hintergrund (und vor allem auch ihr jeweiliges Haus) werden Timeï genannt, solche mit Fulbe-Hintergrund Mâbo. Eine besonders hohe Dichte an Timeï entwickelte sich in den Dörfern Dartchandé, Koulikoira und Saya.
Als die Meister-Djesseré des 20. Jahrhunderts gelten Koulba Baba, Djéliba Badjé, Badjé Bannya, Nouhou Malio, Djado Sékou und Tinguizi. Von den meisten dieser Künstler existieren Tonaufnahmen, die von Radio Niger und vom nigrischen Forschungsinstitut für Humanwissenschaften (IRSH) aufgezeichnet wurden.

## Ausbildung
Die mehrjährige Ausbildung zum Djesseré umfasst des Erlernen und Weitergeben des historischen Wissens und eine Sprechausbildung. Auch das Spielen des Begleitinstruments Molo wird geübt. Die Schüler sind üblicherweise Söhne von Djesseré.
Die Ausbildung ist institutionell in eigenen Schulen verankert, wobei nach Songhai-Schulen und Zarma-Schulen unterschieden wird. Djesseré-Schulen der Songhai gibt es unter anderem in Dartchandé, Karma und Namaro. Die wichtigste Ausbildungsstätte im Zarma-Gebiet befindet sich in Liboré, daneben existieren weitere in N’Dounga und Saga.